# Eurodroite
Eurodroite war eine europäische Vereinigung rechtsextremer Parteien. Sie wurde 1978 auf Betreiben von Giorgio Almirante, Präsident der italienischen Movimento sociale italiano (MSI) gegründet.

## Mitglieder
| Land       | Partei                                        | Parteichef                     |
| ---------- | --------------------------------------------- | ------------------------------ |
| Belgien    | Forces Nouvelles                              | Pieter Kerstens                |
| Frankreich | Parti des forces nouvelles                    | Pascal Gauchon, Roland Gaucher |
| Frankreich | Centre national des indépendants et paysans   | Philippe Malaud                |
| Italien    | Movimento Sociale Italiano - Destra Nazionale | Giorgio Almirante              |
| Spanien    | Fuerza Nueva                                  | Blas Piñar                     |

Auch die dänische Fremskridtspartiet wurde von Almirante umworben, diese verweigerte sich jedoch der Vereinigung.

## Europawahl 1979
Die Vereinigung trat zur Europawahl 1979 an, doch nur die MSI konnte mit 5,45 % der Stimmen und vier Mandaten in das Europäische Parlament einziehen. In Frankreich war Jean-Louis Tixier-Vignancour Anführer der Liste Union française pour l'eurodroite. Die Liste erreichte 1,31 % der Stimmen und verfehlte den Einzug ins Europaparlament. Philippe Malaud hatte sich inzwischen von der Eurodroite gelöst und war mit einer eigenen Liste angetreten (UDIP - FIDES, 1,40 %). Die Forces Nouvelles trat nicht an, Spanien war noch nicht Mitglied der EG.

## Auflösung
Da Eurodroite nur über vier italienische Europaparlamentarier verfügte, kam die geplante Gründung einer Fraktion im Europäischen Parlament nicht zustande. 1982 näherte sich die MSI der französischen Front National an, mit der sie nach der Europawahl 1984 die Fraktion der Europäischen Rechten gründete.